# Под (дем Воден)
 Тази статия е за селото в Гърция.  За долната част на стая вижте под.  
Под (на гръцки: Φλαμουριά, Фламурия, до 1928 година Πόδος, Подос) е село в Република Гърция, в дем Воден, област Централна Македония.

## География
Селото се намира на 10 km южно от град Воден (Едеса), на 315 m надморска височина в североизточното подножие на планината Каракамен (Вермио).

## История

### В Османската империя
Селото първоначално е било разположено на 2 km южно от сегашното село в местността Старо Под. В началото на XIX век под натиска на разбойнически банди селяните се местят на сегашното място.
Александър Синве („Les Grecs de l’Empire Ottoman. Etude Statistique et Ethnographique“), който се основава на гръцки данни, в 1878 година пише, че в Подос (Podos), Воденска епархия, живеят 112 гърци. В „Етнография на вилаетите Адрианопол, Монастир и Салоника“, издадена в Константинопол в 1878 година и отразяваща статистиката на населението от 1873, Пот (Pote) е посочено като село във Воденска каза с 62 домакинства и 300 жители българи.
Според статистиката на Васил Кънчов („Македония. Етнография и статистика“) в 1900 година в Под живеят 350 жители българи.
Цялото население на Под е под върховенството на Цариградската патриаршия. По данни на секретаря на Българската екзархия Димитър Мишев („La Macédoine et sa Population Chrétienne“) в 1905 година в Под (Pod) има 304 българи патриаршисти гъркомани.

### В Гърция
През Балканската война в селото влизат гръцки войски, а след Междусъюзническата война в 1913 година Под остава в Гърция.
Боривое Милоевич пише в 1921 година („Южна Македония“), че Пот има 55 къщи славяни християни.
В 1924 година в селото са заселени 36 гърци бежанци. В 1928 година Под е представено като смесено местно-бежанско с 13 бежански семейства и 39 души бежанци. В 1928 година е прекръстено на Фламурия. В 1940 година от 507 жители бежанците са само 37.
През Втората световна война в селото е установена българска общинска власт.
Според статистиката на Народоосвободителния фронт в 1947 година броят на бежанците в селото е 30 души.
През зимата на 1947 година селяните са изселени от властите във Воден. След нормализацията селото е обновено.
Селяните се занимават предимно с овощарство, като произвеждат праскови, ябълки, ягоди, арпаджик и други земеделски продукти. Частично развито е и скотовъдството.
| Име               | Име          | Ново име   | Ново име   | Описание                                                                       |
| ----------------- | ------------ | ---------- | ---------- | ------------------------------------------------------------------------------ |
| Чешма             | Τσέσμα       | Вриси      | Βρύση      |                                                                                |
| Орлов             | Όρλώφ        | Аетос      | Αετός      | връх в Каракамен на Ю от Под, на ЮИ от Ошляни и на СЗ от Голема река (649,9 m) |
| Смаил или Змаил   | Σμάϊλ        | Рецини     | Ρετσίνι    | връх в Каракамен на Ю от Под, на ЮИ от Ошляни и на СЗ от Голема река           |
| Карутец           | Καρούτετς    | Потистра   | Ποτίστρα   | местност в Каракамен на ЮИ от Под, на И от Ошляни и на СЗ от Голема река       |
| Бела              | Μπέλλα       | Аспро      | Άσπρο      | река в Каракамен на ЮИ и И от Под                                              |
| Гол рид           | Γκολίριτ     | Гимни Рахи | Γυμνή Ράχη | връх в Каракамен на З от Под (668 m)                                           |
| Чиклас или Циклас | Τσίκλας      | Корифи     | Κορφή      | връх в Каракамен на ЮЗ от Ошляни (1080 m)                                      |
| Гавран камен      | Καβραν Καμέν | Коракорема | Κορακόρεμα | река на З от Ошляни, началото на Мацарската река                               |
| Бакова нива       | Μπακοβίνιβα  | Ликорахес  | Λυκοραχες  | местност на З от Ошляни                                                        |
| Бела бара         | Μπέλλα Μπάρα | Неролаки   | Νερόλακκοι | местност на СЗ от Ошляни                                                       |
| Орта Тепе         | Όρτά Λόφος   | Дасоменон  | Δασωμενον  | връх в Каракамен на ЮЗ от Под                                                  |
| Осово             | Όσοβα        | Анилион    | Άνήλιον    | връх в Каракамен на З от Под (1207 m)                                          |
| Липици            | Λίπιτσι      | Фламуриес  | Φλαμουριές | местност в Каракамен на З от Под                                               |

| Година    | 1913 | 1920 | 1928 | 1940 | 1951 | 1961 | 1971 | 1981 | 1991 | 2001 | 2011 | 2021 |
| --------- | ---- | ---- | ---- | ---- | ---- | ---- | ---- | ---- | ---- | ---- | ---- | ---- |
| Население | 161  | 273  | 381  | 507  | 525  | 634  | 621  | 665  | 661  | 650  | 583  | 520  |

## Личности
Родени в Под
- Димитър Кицов (Δημήτριος Κίτσιος), гръцки андартски деец от трети клас[17]
- Костадин Цицов (Κωνσταντίνος Τσίτσης), гръцки андартски деец от трети клас, книжар и участник в гръцкия комитет, убит през 1906 година[17]
- Христо Кицов (Χρήστος Κίτσος), гръцки андартски деец от трети клас, убит с други членове на гръцкия комитет от Месимер през 1905 година[17]
- Христо Цицов (Χρήστος Τσίτσης), гръцки андартски деец от трети клас, подпомага гръцките чети, вероятно е син на Костадин Цицов[17]